# دیگر هرگز برف نخواهد آمد
دیگر هرگز برف نخواهد آمد (لهستانی: Śniegu już nigdy nie będzie) فیلمی کمدی-درام به کارگردانی ماوگوژاتا شوموفسکا است. این فیلم برای اولین بار در بخش اصلی هفتاد و هفتمین دوره جشنواره بین‌المللی فیلم ونیز به نمایش درآمد.